# Louis Couturat
Louis Couturat (17 de enero de 1868 - 3 de agosto de 1914) fue un filósofo, lógico, lingüista y matemático francés. 
Estudió filosofía y matemáticas en la Escuela Normal Superior y fue luego profesor en la Universidad de Toulouse y en el Colegio de Francia. 
Fue en Francia uno de los precursores de la lógica simbólica, que había comenzado a difundirse en este país poco antes de la Primera Guerra Mundial gracias a los trabajos de Charles Peirce, Giuseppe Peano y especialmente a los Principia Mathematica de Alfred North Whitehead y Bertrand Russell, este último amigo personal de Couturat. Concibió la lógica simbólica como un instrumento para el perfeccionamiento de las matemáticas y de la filosofía, integrando así la corriente llamada logicismo; en este aspecto, se opuso a Henri Poincaré, quien anticipó a su vez el intuicionismo de Brouwer. Couturat contribuyó asimismo al desarrollo del lenguaje artificial ido, una variante del esperanto. 
Murió en un accidente de tránsito.

## Biografía

### Juventud
Su padre, procedente de Borgoña y su madre, del Franco Condado, vivían en París desde hacía tiempo. La duración total de su aprendizaje estuvo marcada por el éxito continuo. Obtuvo 34 premios en el gimnasio y por su originalidad precoz y rara, que encantó a sus profesores, era igualmente dotado para la literatura antigua y las ciencias tanto teóricas como aplicadas.

Nuestro gimnasio encontró en él, para la lucha del concurso general, al más remarcable de los campeones
Louis Benaerts, amigo de Louis Couturat

El año 1885, durante el cual aprendía filosofía, fue para él un verdadero triunfo: premio honorífico de filosofía, primer premio de física y química, primer premio de historia natural, primer accésit de matemáticas.
En esta época, su futura carrera ya parecía revelarse: en esta inteligencia adolescente, tan luminosa por su exactitud e precisión, el amor preferente por la filosofía se uniría a su aptitud para la ciencia. En un principio Grecia le atrajo, tuvo durante toda su vida por los artistas e los poetas de la antigua Grecia, y ninguno más que él fue tan ferviente adepto del culto a la belleza: el pasaba fácilmente de la lectura de "Meditaciones de Descartes" a los poemas de Homero.
La gimnasia le daba bastante recompensas: en 1886 fue laureado, por la Asociación de Exdiscípulos. El difícil concurso por la Escuela Normal, la cual afrontó en 1887, le dio la segunda plaza, después de la primera prueba. Pasó en la escuela tres fecundos años y siempre fue notable para sus profesores, que por unanimidad alababan la precisión de su intelecto y la lucidez de sus palabras, ayudado siempre de la exactitud de su pensamiento fuerte y original.
Pasó su cuarto año en 1891 en la escuela y recibió el premio Garnier atribuido a los profesores de filosofía y al director.
En 1892, continuó sus estudios de matemáticas en la facultad de ciencias. Fue aceptado para la licenciatura en matemáticas, el 25 de julio de 1892, como el primero de su promoción.
Ahora podía acceder con total seguridad a la filosofía de la ciencia. No era un extraño entre la comunidad científica. Debía penetrar con fiereza y fe en los estudios que amaba. El estudio de las matemáticas sucedió a la lectura de Lucrecio y Platón. Estudió a Platón haciendo para su tesis en latín un verdadero estudio científico del mito de Platón. A la vez, publicó un importante artículo sobre la belleza plástica. En él justificó la belleza de los escultores griegos.
Su adicción al trabajo era bastante sorprendente, aunque encontró tiempo para colaborar en la nueva Revue de métaphysique et de morale. Empezó su tesis en francés: quería consagrarse al estudio de la infinitud matemática. El primer capítulo de esta obra coincide con sus 25 años.
Reposó algo durante el verano de 1893 y después volvió al trabajo de su tesis, el cual se encontraba bastante avanzado. El 12 de mayo de 1894 fue nombrado profesor de la facultad de Tolosa. Iba allí con gran placer, porque amaba el sur, su pasado penetrado de alma griega. En las vacaciones acabó su tesis en francés y la depositó. El estudio de las obras de Platón entonces le entusiasmaba mucho. Se consagró a su tesis latina, De mythis Platonicis tomó la obra como tema de su curso de la facultad.
En abril de 1896, se casó con su prima y el 12 de junio, defendió su tesis en Sorbonna. Las tesis en latín y en francés obtuvieron un completo éxito con mención de honor. Su obra sobre el infinito matemático, es aún la mejor guía para los hombres que quieran estudiar filosofía matemática, y esta obra rápidamente le encumbró al más alto escalafón de estos estudios. El gran éxito de su tesis le permitió obtener vacaciones para continuar sus estudios de ciencias en París.

### Vida académica
Se volvió a encontrar allí en 1897 la libertad total de investigación y de trabajo, que tanto le gustaban. En ese momento, se consagró al estudio de la física. Al mismo tiempo redactó artículos para la Revue de métaphysique, una nueva serie de artículos: El espacio y el tiempo y Ensayo crítico sobre la hipótesis de los átomos.
Recién acabado su curso, durante el octubre de 1899, se le apareció la posibilidad de volver a París para realizar nuevas investigaciones. Durante los estudios precedentes se le había pedido que investigara a Leibniz. Después de comparar los textos concernientes a las concepciones lógicas del autor de Monadología, que se había dispersado en diversas ediciones fragmentarias, le llevó a la convicción, que la metafísica de Leibniz yace sólo sobre los principios de su lógica y depende de ella íntegramente. Pero él quería su confirmación descubierta a través de investigaciones en las obras no publicadas de Leibniz, las cuales se conservaban en la biblioteca real de Hannover. Las investigaciones de Couturat en la biblioteca, entre 1900 y 1901, fueron especialmente fructíferas y le dieron la posibilidad de escribir dos libros muy valiosos. Uno, su gran obra, titulada "La lógica de Leibniz" que, según la opinión de un eminente filósofo, "posee una precisión incomparable y también riqueza documental incomparable" (1901), y después un tomo de 682 páginas titulado Inédits leibniziens, el cual contenía más de doscientas piezas nuevas, sobre el conjunto en el que estaba fundada su teoría sobre la teoría de Leibniz (1903).
En una serie de artículos de la Revue de métaphysique (1904), dio a conocer al público francés el libro Principes des mathématiques, de Bertrand Russell, una obra publicada en Cambridge. Además, los amplificó y los publicó en una tomo en 1905. Tal y como decía en la introducción, al principio su libro era solamente una revisión de la obra de Russel, pero poco a poco dedujo en su exposición la mayor parte de las obras de la gente de su época sobre las mismas cuestiones. Esa modesta definición del objeto de su libro bastaba para adivinar su interés a todos los que conocían la erudición y la profundidad del pensamiento de Couturat. Gracias a él, la obra de Russel se convirtió rápidamente en familiar entre los "matemáticos" filosóficos.
La notoriedad de las personas con la misma idea hacía a Henri Bergson, profesor de filosofía en el Collège de France, elegirle como asistente entre 1905 y 1906. Aquí trata la historia de la lógica. Su curso fue muy apreciado por el escaso número de personas capaz de juzgar trabajos de este tipo. La lección abierta sobre la lógica y la filosofía fue publicada en la Revue de métaphysique de mayo de 1906.
Pero, Benaerts continua, en su gran espíritu, naturalmente deductivo en el más alto grado, todo se encadena, y el continuo estudio de Leibniz le llevó a otro camino, a nuevos trabajos que desde ese momento absorberían todas sus actividades.

### Muerte
Con la movilización general en Francia en agosto de 1914, se preocupó por sus primos que vivían en París. Su primo debía dejar a su esposa por sus obligaciones de soldado. Por consiguiente, Couturat fue en coche, de Bois-le-Roi a París con su prima y, en la carretera en Ris-Orangis, su automóvil fue alcanzado por otro que llevaba a las tropas francesas movilizadas. Por el choque su prima fue lanzada fuera del vehículo y Couturat tuvo el pecho destrozado por lo que sólo sobrevivió algunos minutos.

## Pensamiento

### Filosofía de las matemáticas: fundamentos
En su libro Sobre el infinito matemático, Couturat concluye que "el análisis es la ciencia del tamaño, de la grandeza, mientras que la aritmética es la ciencia del número". Aunque más tarde cambiará de opinión, en aquella época, Couturat defiende que "lógica y matemáticas son dos ciencias formales distintas y separadas".
Más tarde, participa en las discusiones sobre los fundamentos de la geometría. Apoyando en un principio las ideas de Renouvier, critica las de Lechalas y Poincaré, sosteniendo con este último un debate sobre sus posiciones en la Revue de Métaphysique et de Morale.
Más tarde, entrará en contacto con las ideas de Russell sobre los fundamentos de las geometría, que le servirán para apoyar su tesis de que la geometría se pueda fundar sobre la idea de grandeza. Russell cambiará más tarde de opinión, declarando que la idea de grandeza es una noción lógica que deriva de la comparación. Además, otras personalidades como Poincaré, Schröder, Dedekind y Cantor acaban apoyando la tesis de una fundación lógica del número. Para Couturat, si el número se puede definir aritméticamente, todas las matemáticas pueden reducirse a la aritmética lo que crea un problema para relacionar las matemáticas con la física matemática por un lado y el conocimiento científico y el saber filosófico por otro. Estas conversaciones son un ejemplo de la dificultad que tenía Couturat para establecer una relación entre filosofía y ciencias y de su confrontación con los autores antes mencionados por su intento de querer poner la metafísica como el origen de las matemáticas.
Queriendo encontrar la solución metafísica a través de las matemáticas, y por su adhesión a la primera Couturat tiene dificultades para entender la lógica. En el cambio de siglo, Couturat realiza dos estudios sobre la lógica de Giuseppe Peano (1899) y sobre la de Alfred North Whitehead (1900). Con el primero tuvo una larga correspondencia pero no queriendo el italiano inmiscuirse en cuestiones filosóficas, Couturat acaba teniendo ciertas reservas sobre su sistema lógico. En el segundo, en su obra Tratado de álgebra universal, un estudio de cálculo algebraico, encontró una filosofía científica capaz de fundar gnoseología y metafísica y que apoya las ideas de Felix Klein, críticas con la reducción de las matemáticas a la aritmética. Whitehead demuestra mediante el álgebra de la lógica que "la matemática pura es un método general de invención y de demostración, además de haber liberado las matemáticas de sus objetos tradicionales, el número y la grandeza".
En conclusión, se puede decir que, en su filosofía de las matemáticas, Couturat las acaba reduciendo al álgebra y a la lógica.

### Estudios leibnizianos
Entre 1900 y 1901, Couturat se dedica a estudiar el Nachlass de Leibniz en Hanover. Fruto de esos estudios son sus dos obras relacionadas con los estudios de Leibniz: La Logique de Leibniz, d'après des documents inédits y Leibniz, Opuscules et fragments inédits.
Para Couturat, la filosofía de Leibniz reposa por completo sobre su lógica. Sin embargo, esta tesis central de su obra La Logique de Leibniz, d'après des documents inédits es ampliamente criticada tras su publicación, a excepción de Russell, que casi al mismo tiempo publicó su obra A Critical Exposition of the Philosophy of Leibniz. Duncan ve el texto más como un "estudio histórico" aunque Couturat, no consideró su libro sobre Leibniz como una simple obra de historia de la filosofía. De hecho, Couturat pretendía mostrar a un Leibniz precursor de sus ideas, en particular, la idea de un álgebra universal y, más en general, de una lógica algorítmica.
Es debido a las críticas que Couturat publica en 1903 su segundo libro sobre el tema, Leibniz, Opuscules et fragments inédits, para así hacer conocer las fuentes sobre las que se basó para escribir su primer libro.

### Lenguas artificiales

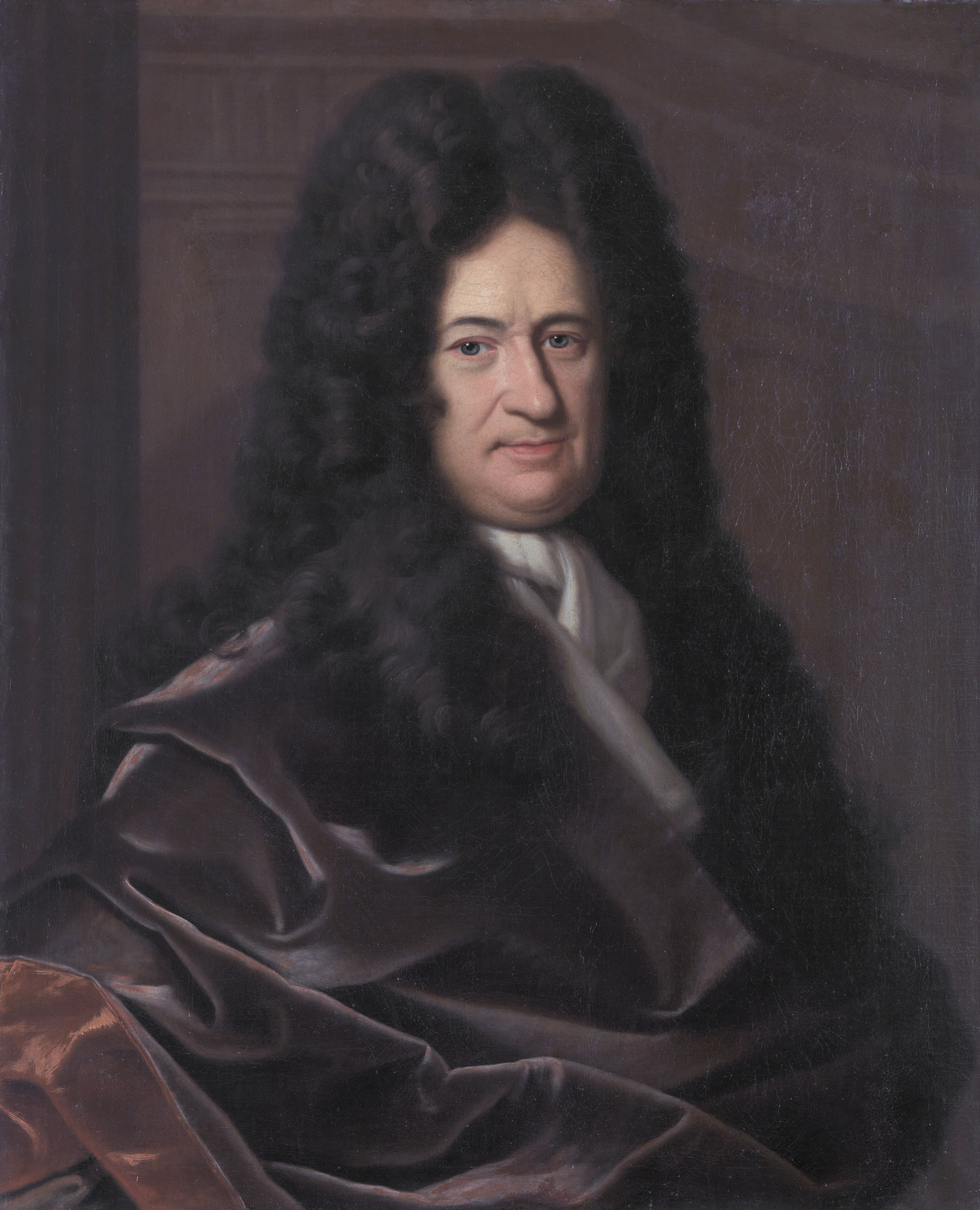
Fue tras su estudio de Leibniz en Hanover entre 1900 y 1901 que Louis Couturat se interesó por la idea de una lengua auxiliar internacional.

Entre las grandes esperanzas que había concebido Leibniz, estaba la de encontrar una lengua universal lógicamente construida. Su idea atrae a Couturat, que "hipotetiza que una solución adecuada del problema pueda conseguirse a través de la unión de los estudios lingüísticos con los de la lógica". Además, le hace adherirse de forma inmediata a las ideas expuestas por el matemático Léopold Leau, que había sido compañero de Couturat en el Liceo Condorcet y en l'École en su panfleto: Une langue universelle est-elle possible? Appel aux hommes de science et aux commerçants (1900).
La Delegación se organizó para adoptar una lengua auxiliar internacional el 17 de enero de 1901. Pero la elección de la lengua necesitaba preliminarmente un estudio profundo de muchos sistemas o proyectos de lenguas artificiales internacionales. Para esta difícil exploración Couturat no dudó en aceptar la cooperación de Leau. Su colaboración dio lugar a la publicación de Histoire de la Langue Universelle en 1903, que sería completada en 1907 con el suplemento Les nouvelles langues internationales.

#### La Delegación para la Adopción de una Lengua Auxiliar Internacional
Después de haber sido el historiador de todos los sistemas lingüísticos artificiales, Couturat se consagró a realizar la idea de Leibniz. Por el efecto, en gran parte, de su labor incansable y de su propagación persistente, la delegación, el uno de octubre de 1907 tenía representantes de 310 sociedades de todos los países. Además había recibido 1250 firmas aprobándolo por parte de miembros de Academias y Universidades. Desde el 15 hasta el 24 de octubre el comité, elegido por la delegación, se reunió en París y hubo 18 conferencias. Lo formaban 12 científicos de varios países y conocidos por su competencia. Couturat y Leau, en un informe de 210 páginas al comité, expusieron las proposiciones, memorandos, críticas de todo tipo y deseos, que habían recibido durante siete años, para enviarlos al comité. En su sesión del 22 de octubre, el Comité añadía a los secretarios Couturat e Leau.
Los autores de los principales proyectos de lengua internacional habían sido invitados a presentarse al comité para explicar y defender su obra y concepciones, ya fuera por ellos mismos o por representantes. Zamenhof, el creador del esperanto, envió a Louis de Beaufront para representarle. Los que no podían satisfacer esta invitación enviaron cartas o memorandos que se leyeron en el comité. Este mismo recibía memorandos durante la sesión por autores que habían sabido de la sesión a través de los periódicos.
Más allá de eso, en el Compte Rendu des travaux du Comité publicado en 1907, Couturat y Leau mencionaron las lenguas o proposiciones que el Comité discutía y resumían su propia opinión sobre ello.
Las sesiones tenían lugar por la mañana y por la tarde: la labor llevada a cabo era intensa. El esperanto y el proyecto que después pasaría a llamarse ido, era el centro de atención. Todos los miembros del Comité lo conocían y muchos (a saber E. Boirac, presidente del Comité de Lengua, el capitán Gaston Moch y su asistente, P Rodet) eran notoriamente esperantistas. Podía decirse que la Delegación era esperantista. Y la decisión final fue la siguiente:

El Comité decidió, que ninguna de las lenguas examinadas puede ser adoptada in gross e sin modificaciones. Decidió adoptar en un principio el esperanto, por su relativa perfección y por sus muchas y diversas aplicaciones en las que ya se usa, bajo la condición de alguna modificación realizada en el futuro por la Comisión Permanente según la dirección determinada por las conclusiones del Informe de los Secretarios y por el proyecto Ido, esforzándose en acomodar con el Comité Esperantista de Lengua. Finalmente, decidió añadir a Beaufront a la Comisión Permanente, por su especial competencia.

Excepto los secretarios, ningún miembro del comité sabía lo que era el ido. Además, como ya escribió Otto Jespersen en su "historia de nuestra lengua", el resultado final no podía ser otro, incluso si el mismo Zamenhof hubiera ido personalmente en presencia del comité, y también: nada en nuestras conversaciones puede temer la publicidad; fueron discusiones serias y objetivas, por hombres que no tenían ningún objetivo aparte de obtener la verdad.
Pero el acuerdo esperado por ambos no ocurrió: influido de forma deplorable, Zamenhof con su carta Al ĉiuj Esperantistoj, rompió las negociaciones. Declaró ignorar las decisiones de la Delegación. La verdad es que Zamenhof y Boirac aceptaron en un principio las decisiones del Comité de la Delegación, por el mero hecho de que Boirac consintió ser miembro de tal comité, con el consentimiento de Zamenhof, quien había escrito a Couturat el 4 de diciembre de 1906: "Las mejoras podrán ser mucho más libres y, por ende, mejores, si son propuestas por un comité con autoridad fuera del mundo esperantista". Pero, desgraciadamente, la memoria de Zamenhof era inconstante y confundía sus promesas: "Lo único que deseo es que el mundo debe tener una lengua internacional. La cuestión, cuál será la forma de tal lengua, no es para mí esencial, si solamente la lengua es neutral, útil y capaz de vida... Aceptaré con grandísimo placer todo lo que el Comité decida, incluso si debiera enfrentarme a todos los esperantistas". Él mismo olvidó, que nunca consintió en darme (ya fuera para hablar en Cambridge, ya fuera por escribir ante la sesión del comité de la Delegación) otra instrucción que esta: "no unirle", cuando yo estaba representándole, por su petición insistente, en la presencia del ya nombrado Comité. Decía lo opuesto, esto es... falsedad. ¡Unirle! Pero ¿cómo podría haberlo unido, si ni siquiera Beaufront era plenipotenciario ni mandado ni siquiera abogado.
Al menos, en este papel, yo podía sentir vergüenza del esperanto: ser rechazado simplemente como no ser poseedor de las cualidades necesarias para una lengua auxiliar". Nadie habría disputado, dijo Jespersen, nuestro derecho a adoptar Neutral con la reserva de hacer muchos cambios que aproximaran esta lengua al esperanto;... y el resultado final habría sido exactamente el mismo que la lengua existente en este tiempo." Quizás esto habría ocurrido, pero ciertamente el esperanto habría recibido un golpe vergonzoso con el resultado. Y yo quería evitar eso. De su parte Couturat escribía:

El acuerdo mutuo era posible e incluso fácil, si Boirac no jugara un papel doble, uno en el Comité y el otro fuera, delante del público, no como presidente del Comité de Lengua o como representante oficial de todos los esperantistas. Pero no podíamos sospechar, que esta duplicidad de papel pudiera representar una doble opinión en la misma persona, y que Boirac "presidente del Comité de Lengua" desmentiría todas las palabras y votos de Boirac "hombre privado".

A pesar de todo Couturat y Leau, en nombre de la Comisión Permanente, intentaron un último paso escribiendo una carta a Zamenhof en la cual le decían en Esperanto:

Pero no podemos olvidar, que su nombre (Esperanto) es solamente, según su origen, vuestro pseudónimo personal; y aunque declaraste solemnemente y varias veces, que "renunciabas" para siempre a este derecho sobre la lengua, la cual creaste, no queremos usar ese nombre si tu consentimiento. Por lo tanto te preguntamos, si encuentras algún detrimento en esto, que la lengua de la Delegación lleve el nombre de Esperanto simplificado. Nos parece, que tal nombre muestra bien, simultáneamente, el origen de la lengua, y su diferencia relativa al Esperant del Fundamento, y por consiguiente concilia con la gratitud, la cual te debemos, con la sinceridad; la cual nos debe el público. Pero si juzgas de otra forma, la lengua no tendrá otro nombre que el de "Lengua Internacional". Comprensiblemente, la pregunta concierne sólo a su nombre oficial y comercial, el cual lleva en los manuales y vocabularios; y el público será siempre libre de darle su nombre, el que le plazca, como en otro lugar, solamente la práctica y el uso decidirán.

Sea bien dispuesto, señor, a aceptar la expresión de nuestra alta y respetuosa consideración.
En el nombre de la Comisión Permanente
Le secretarios

L. Couturat L. Leau

A su carta, Zamenhof respondió, el 29 de marzo de 1908:

Respondiendo a vuestra carta del 2 3/III, os ruego, que no uséis para vuestra propia lengua el nombre esperanto. Podéis hacer pública mi respuesta presente

Couturat comentaba de esta forma su respuesta:

No sabemos como el doctor Zamenhof concilia su respuesta con la solemne declaración de Boulogne: El esperanto no es propiedad de nadie, ni en relación material ni en relación moral.Pero esto es su asunto, no el nuestro. En todo caso, debemos decir, que algunos esperantistas principales (los mismos que acusaban al ido de plagio, para que no llamara esperanto en su libro no publicado) no dejaban su intención de juzgarnos si usáramos el nombre Esperanto, bajo el pretexto de que esto dañaría los derechos comerciales; y sobre todo por esto nos pedía el propio doctor Zamenhof la solución de sus cuestión legal y comercial.

#### Ido
Después de la respuesta de Zamenhof faltaba a la Comisión Permanente solamente la carga de realizar las modificaciones en la decisión la cual yo citaba en las páginas precedentes. En su labor Couturat participó en la redacción y edición de tres diccionarios para los idistas en inglés, francés y alemán para componer dos grandes diccionarios para idistas en francés y en alemán. Los dos últimos serían publicados después a sus expensas. En todas sus obras él realizaba al menos la mitad del trabajo.
Tradujo al ido una obra lingüística que, según la opinión del eminente filósofo, André Lalande, "casi marca época": Étude sur la Dérivation dans la Langue internationale. En su segunda edición (1910) adoptó como complemento, el sufijo -al (el más internacional y abundante de todos) como fue usado en la "Grammaire Complète". El estudio había parecido por primera vez en un folleto (muchos meses antes del congreso esperantista en Cambridge) pero no fue puesto a la venta. Fue editado por el autor sólo para los principales esperantistas y los miembros del Comité de la Delegación "para evitar que la crítica influya de forma desfavorable y errónea a cualquier profano", tal y como se decía en el prefacio de la segunda edición. Como C. Aymonier estimaba la obra, en una carta del 27 de septiembre de 1907:

"Agradezco sinceramente que hayas pensado en enviarme tu folleto ... Lo leí una vez. Es un relato peligroso de fallas, críticas impías pero necesarias. Es cierto que los principios de derivación no están lo suficientemente establecidos, que Zamenhoff (¡por Dios!) "olvidó" algunos números de cosas muy útiles, que el más hábil a menudo está muy obstaculizado para encontrar la palabra exacta - y que el menos hábil, teniendo el derecho de jugar con los sufijos, el lenguaje se ve obstaculizado por términos erróneos, por usos dobles o triples, etc. Lo dijiste todo; incluso uno tiene miedo cuando se considera que ese peligroso bloque forma todas las pequeñas irregularidades, pacientemente recopiladas día a día. Y lo peor es que en vano uno intenta morder ese bloque. Tomé un lápiz, comencé a leer tu libro, listo para discutir y ciertamente encontrar algunos puntos discutibles. Debo confesar que escribí en el margen, casi en cada página, bien, muy bien ... "Arrojaron granos de arena a los ojos, diciendo que 16 reglas son suficientes. ¡Sí, 16 reglas para personas experimentadas en lingüística, e incluso eso no es cierto! Por eso Z., constituyendo las innumerables irregularidades de los esperantistas, no deja de decir de nuevo: "Lee continuamente la Chrestomathia". Una buena gramática habría sido preferible. No componiéndolo, él debería responder en este momento sobre preguntas elementales que deberían haber sido previstas, resueltas inmediatamente desde el principio ... Regreso a tu derivación. ¡Cuántas observaciones exactas, delicadas y preciosas encontré en ella! ... Confieso que estoy sorprendido por la cantidad de casos que regularizaste ... " [6]

Inmediatamente en 1908 había sido fundada por la Comisión Permanente la revista mensual Progreso, totalmente escrita en ido y Couturat era su secretario y llevaba casi todo el trabajo.

Fácilmente imaginamos la continua labor de publicación de esta especie, con la lengua por fijar, discusiones incesantes, una enorme correspondencia que con frecuencia demandaba largas respuestas. Él se bastaba para todo. La revista apareció regularmente hasta su muerte. Forma seis tomos y medio, todos de siete u ochocientas páginas. No es tan sólo un rico repertorio de todo el movimiento de la lengua internacional, y contiene muchos análisis, pero también una colección de estudios lingüísticos, entre los cuales algunos son preciosos: por ejemplo, el curso sobre la gramática general, enseñado entre 1901 y 1911, en el Colegio de Francia, por A. Meillet y hasta esta época fue publicado de esta forma.

La reforma justificada (también en el francés) Primer libro de lectura y Segundo libro de lectura fue añadida a su labor constante. Compuso el primero para explicar y justificar las modificaciones hechas en esperanto primitivo y revisión y corrigió ambas obras. Con C.S. Pearson tradujo "Enchiridion a Manual de Epicteto" y en las varias revistas y publicaciones escribió sobre la lengua auxiliar y sobre el ido así como respuestas a los ataques o falsificaciones de los esperantistas. Con los profesores Otto Jespersen, R. Lorenz, Wilhelm Ostwald y L. von Pfandler creó la obra "La lengua internacional y la ciencia" publicada en inglés, francés y alemán.

## Homenajes
Nada vanidoso, según Louis de Beaufront, hombre erudito que soportó la lucha y las polémicas así como las calumnias constantes de los esperantistas, trabajó de forma incansable por la idea de la lengua internacional, a la cual se consagró. Según Lalande:

El gran público no sospechará la magnitud de la pérdida que sufrió con su muerte la filosofía francesa, pero quienes estudian la lógica, la filosofía matemática y la filosofía lingüística saben que ocupaba entre ellos el primer rango en Francia

.
El poeta Andreas Juste le dedicó una oda, que tituló "A Couturat. Oda por el aniversario de su muerte" (A Couturat. Odo por l'aniversario di lua morto).